# Petite rivière Macamic
Pour les articles homonymes, voir Macamic (homonymie).
La Petite rivière Macamic est un affluent de la rivière Macamic, coulant dans le territoire non organisé de Rivière-Ojima, dans la municipalité régionale de comté (MRC) de Abitibi-Ouest, dans la région administrative de l’Abitibi-Témiscamingue, au Québec, au Canada.
La Petite rivière Macamic coule entièrement en territoire forestier. La foresterie constitue la principale activité économique de ce bassin versant ; les activités récréotouristiques, en second.
Le bassin versant de la Petite rivière Macamic est desservie par le chemin de l’École (sens est-ouest), le chemin du rang 6e et 7e Est (sens est-ouest), le chemin de Bellefeuille (sens est-ouest) et le chemin du Nord (sens nord-sud).
Annuellement, la surface de la rivière est habituellement gelée de la mi-novembre à la mi-avril, toutefois la circulation sécuritaire sur la glace se fait généralement de la mi-décembre à la fin mars.

## Géographie
La Petite rivière Macamic prend sa source à l’embouchure d’un petit lac non identifié (longueur : 0,15 km ; altitude : 330 m) situé en zone forestière. L’embouchure de ce lac est située à 2,9 km au sud du chemin de Bellefeuille et à 0,3 km à l'est du chemin du Nord.
Les principaux bassins versants voisins du Petite rivière Macamic sont :
- côté nord : rivière Macamic, rivière Authier ;
- côté est : rivière Macamic, lac Chicobi, rivière Chicobi ;
- côté sud : Petite rivière Bellefeuille, lac Robertson ;
- côté ouest : lac Macamic, rivière Macamic, Petite rivière Bellefeuille.

À partir de sa source, la Petite rivière Macamic coule sur 13,4 km selon les segments suivants :
- 4,2 km vers le nord-est, puis le nord-ouest jusqu’au chemin de Bellefeuille ;
- 4,8 km vers le nord-ouest en coupant le chemin du nord et en serpentant surtout en zone forestière, jusqu’au chemin du 6e et 7e Rang est, qu’elle coupe à 1,2 km à l’ouest du village de Languedoc ;
- 4,4 km vers le nord-ouest, jusqu’à son embouchure situé après le pont du chemin de l’École[1].

Cette embouchure est localisée à :
- 13,9 km à l’est de l’embouchure de la rivière Macamic ;
- 22,0 km au nord-est du centre du village de Macamic ;
- 41,5 km au nord-est de l’embouchure de la rivière La Sarre ;
- 57,9 km à l’est de la frontière de l’Ontario ;
- 105,9 km au nord-est de l’embouchure du Lac Abitibi ;
- 69,7 km au nord du centre-ville de Rouyn-Noranda.

L’embouchure de la Petite rivière Macamic est située au fond d’une grande baie sur la rive est du lac Macamic face à la presqu’île à Croteau ; de là, le courant traverse le lac Macamic vers le nord-ouest sur 4,0 km. Le lac Macamic se déverse dans la rivière La Sarre laquelle se déverse à son tour sur la rive nord-est du lac Abitibi. De là, le courant traverse le lac Abitibi vers l’ouest sur 83,4 km jusqu’à son embouchure, en contournant cinq grandes presqu’îles s’avançant vers le nord et plusieurs îles.
À partir de l’embouchure du lac Abitibi, le courant emprunte le cours de la rivière Abitibi, puis de la rivière Moose pour aller se déverser sur la rive sud de la baie James.

## Toponymie
Selon l’historien Hormidas Magnan cette désignation toponymique est d'origine algonquine, signifiant « étonnant », probablement à cause du lac. D'autres auteurs appuient plutôt la thèse que Macamic signifie « castor boiteux », les composantes du mot étant mak pour « infirme » et amik pour « castor ». La graphie de cet hydronyme a longtemps écrit Makamik.
Le toponyme Petite rivière Macamic a été officialisé le 5 décembre 1968 à la Commission de toponymie du Québec, soit à la création de cette commission.